# Juan Carlos "El Flaco" García
Juan Carlos "El Flaco" García (Buenos Aires, Argentina; 4 de julio de 1935) es un actor cómico argentino.

## Carrera
Juan Carlos García, más conocido como "El Flaco" García, se destacó como actor de reparto en teatro en el género revisteril acompañando a grandes capocómicos del momento como Alberto Olmedo, Jorge Porcel, José Marrone, Dringue Farías, Tato Bores y Juan Carlos Altavista, entre muchos otros.
Comenzó su carrera cuando era chico, pedirle a una vecina amiga que lo llevara de extra a los estudios Lumiton.
En cine actuó, siempre con roles secundarios y de acompañamiento, en comedias y películas para mayores.
Fue en la pantalla chica donde encontró popularidad en el programa cómico protagonizado por Olmedo, No toca botón. También trabajó junto a Juan Carlos Altavista en el programa Supermingo.
Según comentó en un reportaje casero, su gran amigo fue Marrone: 

"Pero quise mucho a José Marrone, un tipazo. Para mí fue como un segundo padre. Él me dio un lugar único cuando me eligió como su maestro de ceremonias. Yo no sabía lo que era cruzar la General Paz y gracias a él recorrí el país entero durante todas las giras en las que tuve el honor de seguirlo. Cuando su esposa, Juanita Martínez, se suicidó en el 2001, mi mujer y yo nos enteramos que nos había dejado dos lámparas hermosas que decoran el living de mi casa y un reloj Seiko automático que era de Pepitito. Es un objeto muy preciado, lo llevo a todos lados conmigo y cada vez que tengo que salir a escena lo miro y pienso que él me está acompañando ."

## Filmografía
- 2005: La demolición.
- 1998: La herencia del tío Pepe como Mecánico
- 1987: El manosanta está cargado, como El hermano Roberto.
- 1987: Galería del terror.
- 1986: Rambito y Rambón, primera misión.
- 1981: Te rompo el rating, como  Hincha de "Polémica en el Fútbol".
- 1981: Un terceto peculiar, como camarógrafo
- 1981: Las mujeres son cosa de guapos, como Fiscal del Partido Vertical.
- 1980: A los cirujanos se les va la mano, como testigo de accidente
- 1980: Así no hay cama que aguante, como espectador en hipódromo.
- 1974: Clínica con música, como Ferguson.

## Televisión
- 1986: Supermingo
- 1981/1987: No toca botón (sketch "Borges Y Álvarez" y "El Manosanta").[3]

## Teatro
- 2011: Espectáculo junto a Juan Montalvo.
- 1987: Eramos tan pobres.
- 1986: El negro no puede.